# 阿尔莫多瓦-德尔坎波
阿尔莫多瓦尔德尔坎波，是西班牙卡斯蒂利亚-拉曼恰雷阿尔城省的一个市镇。 总面积1208平方公里，总人口7139人（2001年），人口密度6人/平方公里。